# Lethata
Lethata es un género de polillas de la subfamilia Stenomatinae.

## Especies
- Lethata aletha Duckworth, 1967
- Lethata amazona Duckworth, 1967
- Lethata angusta  Duckworth, 1967
- Lethata anophthalma  Meyrick, 1931
- Lethata aromatica  Meyrick, 1915
- Lethata asthenopa  Meyrick, 1916
- Lethata badiella  Amsel, 1956 , 1957
- Lethata bovinella  Busck, 1914
- Lethata buscki  Duckworth, 1964
- Lethata curiata  Meyrick, 1929
- Lethata dispersa  Duckworth, 1967
- Lethata fernandezyepezi  Duckworth, 1967
- Lethata fusca  Duckworth, 1964
- Lethata glaucopa  Meyrick, 1912
- Lethata gypsolitha  Meyrick, 1931
- Lethata herbacea  Meyrick, 1931
- Lethata illustra  Duckworth, 1967
- Lethata indistincta  Amsel, 1956 , 1957
- Lethata invigilans  Meyrick, 1915
- Lethata irresoluta  Duckworth, 1967
- Lethata lanosa  Duckworth, 1967
- Lethata leucothea  Busck, 1914
- Lethata maculata  Duckworth, 1964
- Lethata monopa  Duckworth, 1967
- Lethata mucida  Duckworth, 1967
- Lethata myopina  Zeller, 1877
- Lethata myrochroa (Meyrick, 1915)
- Lethata obscura Duckworth, 1967
- Lethata oculosa  Duckworth, 1967
- Lethata optima Duckworth, 1967
- Lethata psidii (Sepp, [1852])
- Lethata pyrenodes  Meyrick, 1915
- Lethata ruba  Duckworth, 1964
- Lethata satyropa  Meyrick, 1915
- Lethata sciophthalma  Meyrick, 1931
- Lethata striolata  Meyrick, 1932
- Lethata trochalosticta  Walsingham, 1913